# Italia ’61
Italia '61 to rejon w dzielnicy IX który był gospodarzem Expo 1961 oficjalnie Międzynarodowej Wystawy Pracy – Turyn 1961, znany także po prostu jako Italia '61, która odbyła się w Turynie z okazji stuletniej rocznicy zjednoczenia Włoch.

## Historia

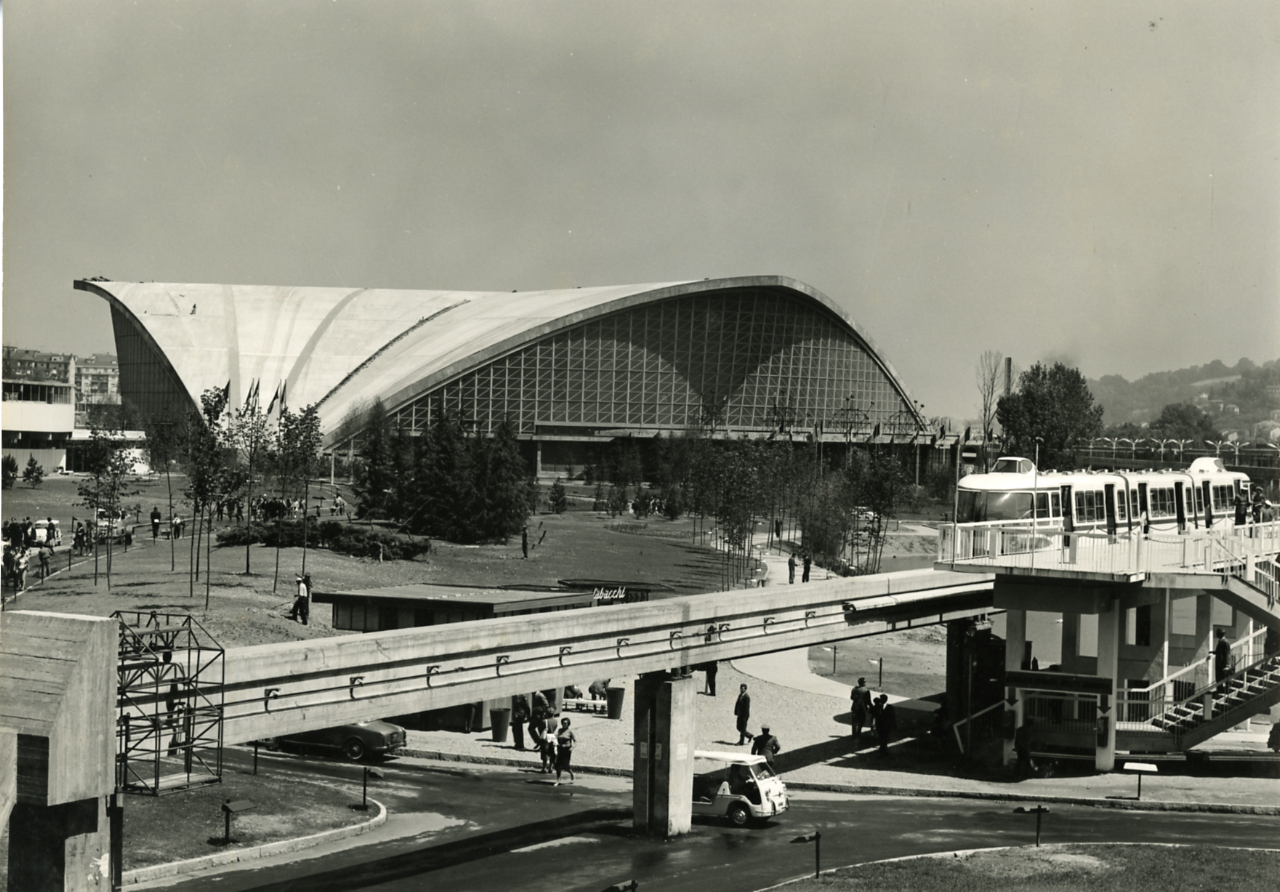
Palavela i Kolej jednoszynowa Italia '61. Foto Paolo Monti

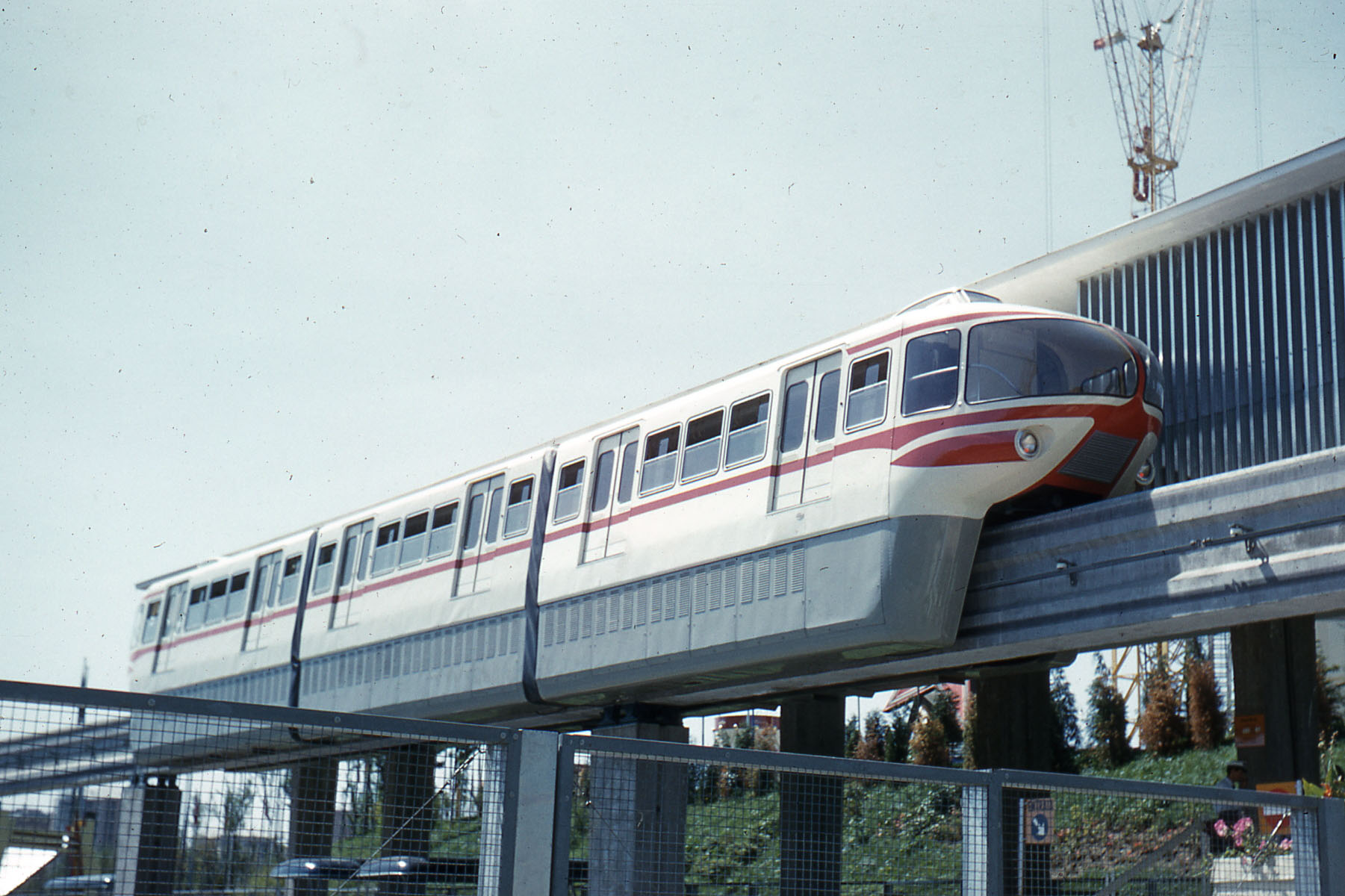
Kolej jednoszynowa Italia '61

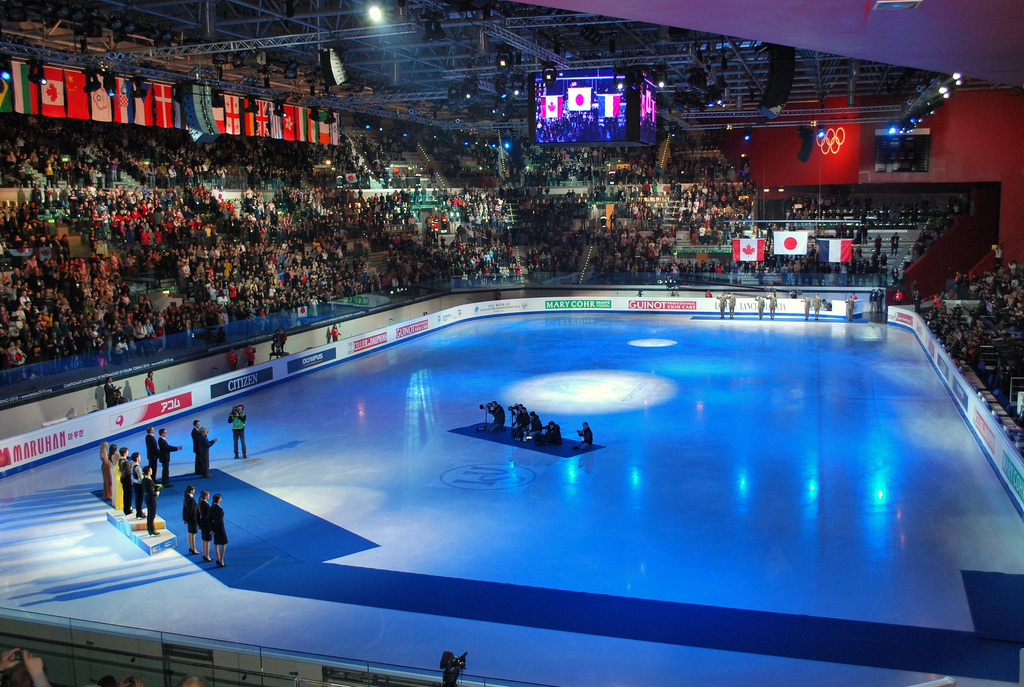
Aktualne wnętrze Palavela

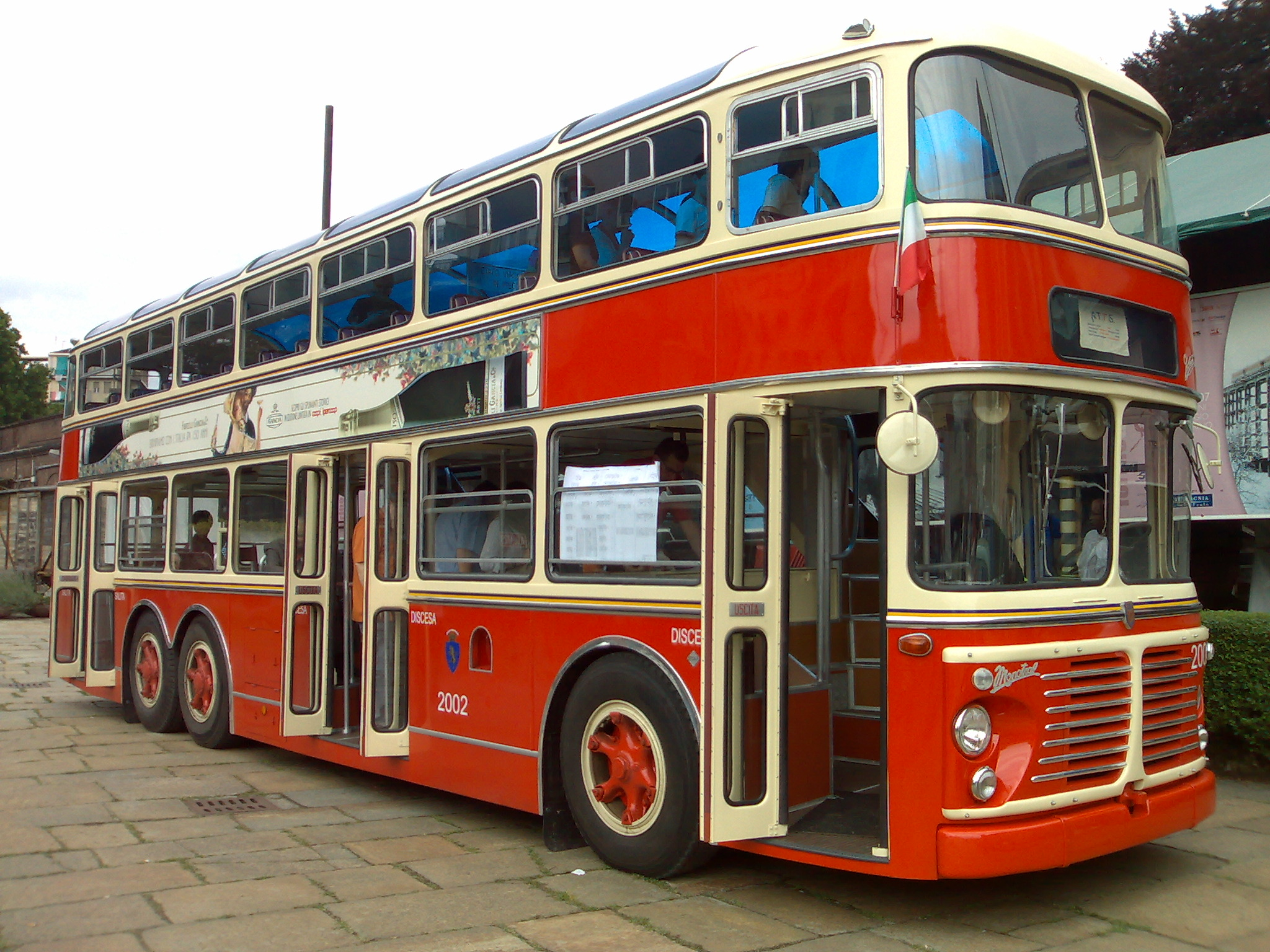
odrestaurowany piętrowy autobus na Italia '61

Wśród uczestników i promotorów inicjatywy był Giuseppe Pella, przewodniczący komisji Italia 61 ówczesny burmistrz Turynu, Amedeo Peyron oraz Achille Mario Dogliotti, Przewodniczący Rady Dyrektorów.
Wystawa przyciągnęła ponad cztery miliony turystów z całego świata. Głównymi atrakcjami była kolej jednotorowa, Circarama, system projekcji kina Walt Disney, kolejka linowa łączona w spektakularny sposób, przechodząca przez Parco del Valentino i Park Europy położony na wzgórzu Turynu. 
Został znacznie ulepszone oświetlenie publiczne w mieście a w szczególności powierzchnia wystawiennicza dzięki systemom zaprojektowanym przez Guido Chiarelli: wielki podziw wzbudziło nocne oświetlenie ogrodu skalnego w Parco del Valentino,
Ważne budynki zbudowane z tej okazji to Palazzo del Lavoro i Palavela.

## Czasy współczesne

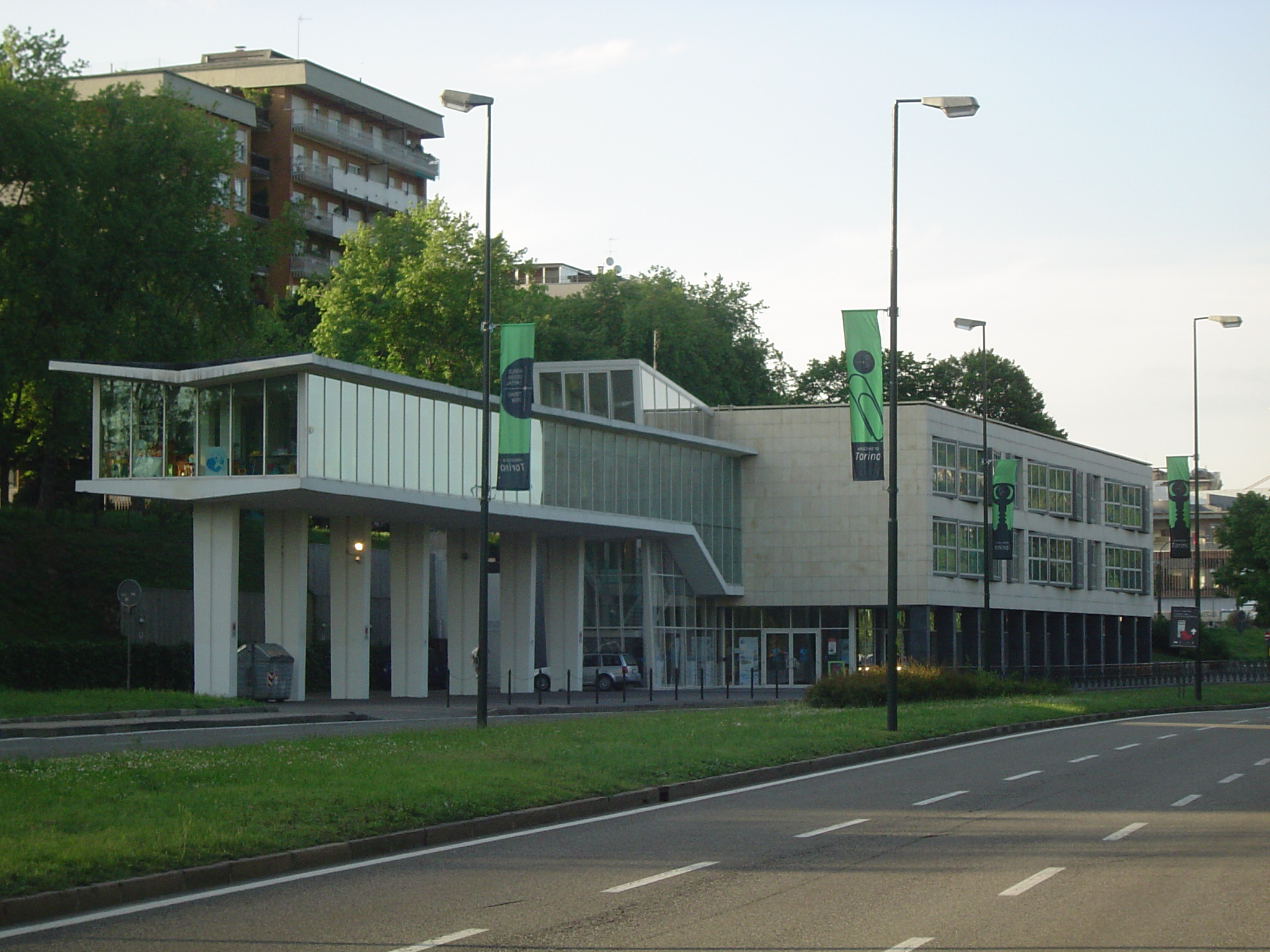
Dworzec Północny po remoncie w 2006 r. jest obecnie domem dziecka w opiece Szpitala Dziecięcego Małgorzaty Sabaudzkiej

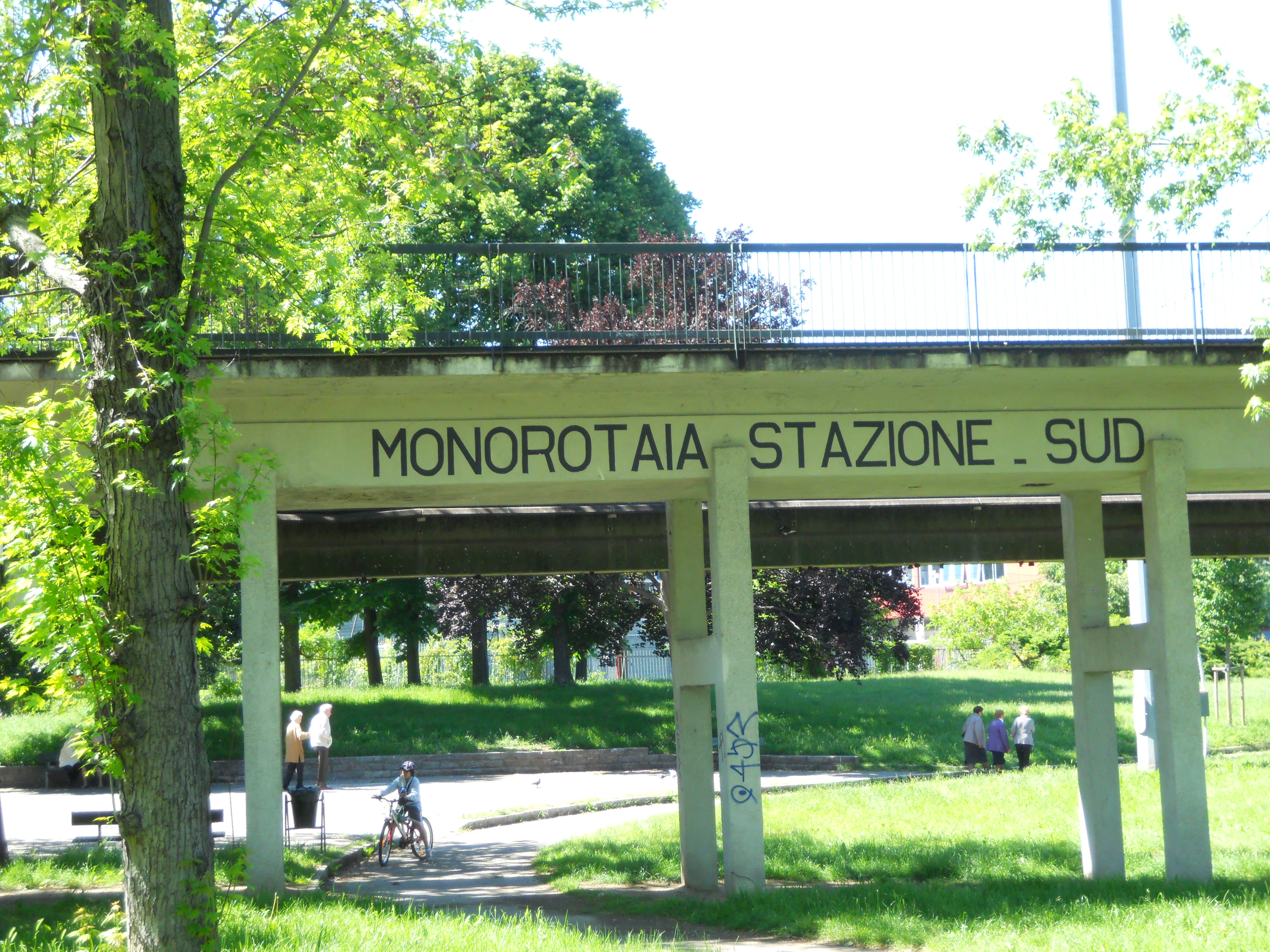
Pozostałości południowej stacji kolejki jednotorowej

Po Expo 1961 obiekty sportowe zostały wykorzystane do dalszych wydarzeń, a niektóre z nich potem zostały przebudowane. XX Zimowe Igrzyska Olimpijskie w Turynie w 2006 pozwoliły na adaptacje budynku sportowego Palavela. 
Stacja Północna została przebudowana jako dom dziecka. Palazzo del Lavoro to była siedziba wydziału ekonomii i biznesu, omawiane jest przyszłe wykorzystanie jako biuro sprzedaży.

## Transport
Rejon Italia '61 był zdecydowanym laboratorium eksperymentów w sektorze transportu w ciągu całego okresu ekspozycji. W rzeczywistości, podczas Italia'1961 piętrowe autobusy kursowały w rejonie Italia'61 i kolejka linowa prowadzącej na wzgórze Cavoretto, pokonywała rzekę Pad
Ponadto, futurystyczny linia jednoszynowa umożliwiała odwiedzającym łatwy transport z jednego miejsca do drugiego, pod koniec imprezy nadal działała sporadycznie i została ostatecznie wycofana ze służby w 1963 roku

## XXI wiek
Tu jest budowana stacja  Metra w Turynie Italia '61 - Regione Piemonte umieszczona na linii kolejowej Lingotto-Bengasi w sąsiedztwie przyszłego wieżowca regionu Piemont.